# Notiosorex crawfordi
Notiosorex crawfordi є невеликою землерийкою, яка зустрічається на південному заході США та півночі Мексики. Це член родини Soricidae ряду Eulipotyphla. Це був єдиний відомий представник роду Notiosorex, поки не було названо два види, N. villai, поширений у мексиканському штаті Тамауліпас, і N. evotis, поширений уздовж північно-західного узбережжя Мексики. Четвертий окремий вид, N. cockrumi, був виявлений у штаті Аризона США та названий у 2004 році.

## Морфологічна характеристика
Сягає розміру приблизно від 3,8 до 5,1 см у довжину, половина якого становить хвіст, і він виросте лише до ваги приблизно від 3 до 5 г. Вона сіро-коричнева зі світло-сірими нижніми частинами. Довгий хвіст сірий, знизу світліший. Має невеликі, але відносно витичні вуха.

## Екологія й поведінка
Notiosorex crawfordi народжується протягом літніх місяців у приплоді від трьох до шести. Коли народжується, він голий, рожевий і приблизно такого ж розміру, як медоносна бджола. Він швидко росте й досягає свого дорослого розміру приблизно через чотири-п'ять тижнів. У дитинстві раціон складається з молока, яке мати виробляє без допомоги води. Через два-три тижні його раціон змінюється на їжу, яку приносять назад у гніздо, а потім відригують у рот дитинчата. До осені ця землерийка вийде з гнізда і сама по собі.
Ця землерийка їсть ящірок, дрібних мишей і скорпіонів, але її основним джерелом їжі є різноманітні членистоногі. Оскільки ця землерийка має дуже високий рівень метаболізму, вона щодня з'їдає до 75 % своєї маси тіла, а іноді й повну вагу. Це може бути небезпечно, оскільки тварина може перегрітися. Тепло, що утворюється внаслідок обміну речовин і отримується з навколишнього середовища, призводить до високого ризику перегрівання.
Навіть з усіма цими пристосуваннями, щоб допомогти їй вижити в суворих умовах пустелі, землерийка Кроуфорда живе лише відносно короткий період (приблизно рік або близько того в дикій природі). Оскільки вона полює вночі, землерийка Кроуфорда сприйнятлива до нічних мисливців, таких як змії та сови.
Оскільки землерийка живиться комахами та споживає більше їжі, ніж маса її тіла, за короткий період часу, позбавлена їжі, то вона помре від голоду за кілька годин.